# بخش لاتور
بخش لاتور (به انگلیسی: Latur district) یک منطقهٔ مسکونی در هند است که در بخش اورنگ آباد واقع شده‌است. بخش لاتور ۷٬۱۵۷ کیلومتر مربع مساحت و ۲٬۴۵۴٬۱۹۶ نفر جمعیت دارد و ۵۱۵ متر بالاتر از سطح دریا واقع شده‌است.